# Jaroměřice nad Rokytnou (zámek)
Zámek Jaroměřice nad Rokytnou je barokní šlechtické sídlo a společně se zámeckým chrámem sv. Markéty tvoří dominantu a symbol města Jaroměřic nad Rokytnou. Je ve vlastnictví státu (správu zajišťuje Národní památkový ústav) a je přístupný veřejnosti. Je chráněn jako národní kulturní památka.
V roce 2020 se v prostorách zámku natáčely scény z nevěstince pro český film Il Boemo.
V roce 2020 získal ocenění Zlatá jeřabina – Cena Kraje Vysočina za kulturní počin roku 2020, získal 1. místo kategorii Péče o kulturní dědictví za rekonstrukci zámku.

## Historie

### Renesanční zámek

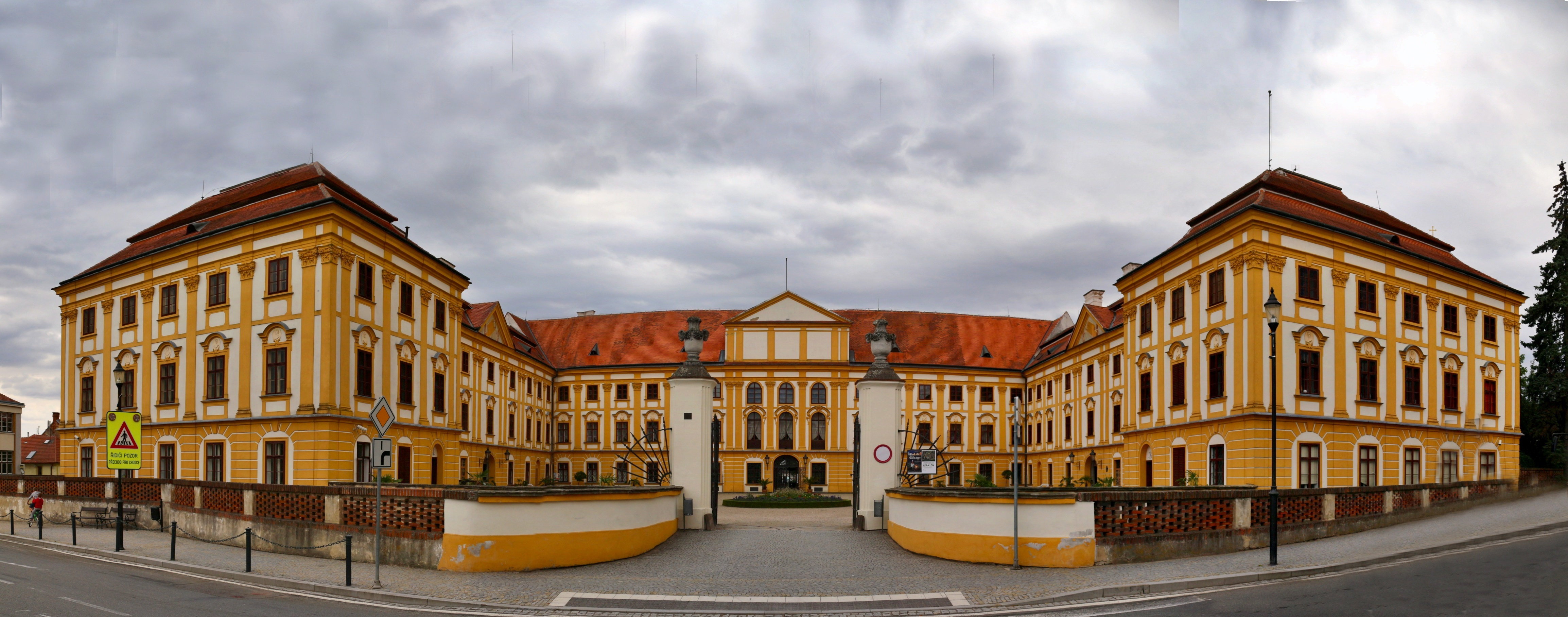
Jaroměřický zámek, průčelí

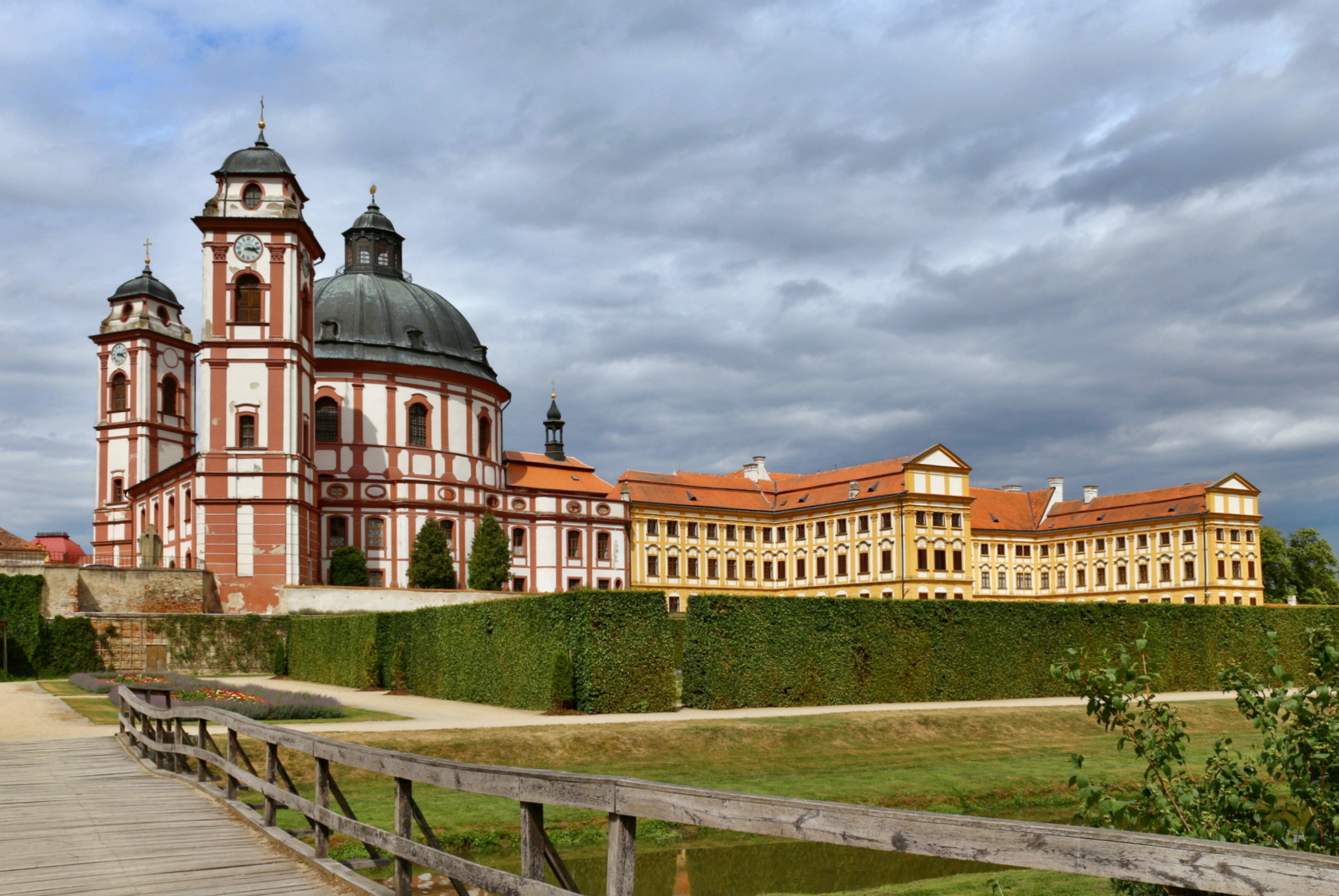
Zámek Jaroměřice nad Rokytnou s kostelem sv. Markéty

Někteří badatelé soudí, že na místě dnešního zámku stávala středověká tvrz. Měla vzniknout na strategicky výhodném místě: na skále z jižní strany chráněné bažinami, jež vytváří říčka Rokytná. Proti tomu stojí názor, že tvrz není nijak písemně doložena, že pro její zřízení nebyl důvod (držitelé Jaroměřic v Jaroměřicích sídlo neměli), a že tedy tvrz možná vznikla až na samém konci středověku – po roce 1498 – předtím, než započala její renesanční přestavba. Uvádí se, že tvrz mohla být založena až v polovině 16. století, pozůstatky jejich stěn se mohly stát součástí stěny západní části středního křídla zámku.
Podobu renesančního zámku a jeho existenci dokládají stará vyobrazení Jaroměřic (např. to z roku 1693) a skalní sklepy s chodbami. K přestavbě tvrze na zámek přikročil Ludvík Meziříčský (vládl v letech 1554–1576) hned zkraje své vlády. Tvrz se stala zámkem se třemi jednopatrovými křídly. Střední křídlo bylo obráceno k náměstí, obě boční křídla k řece. Souměrně upravená zahrada dosahovala pouze k řece a při ní byla obklopena zdí. Na západě zahrada sousedila s farou.
Do roku 2018 se památkáři a historici domnívali, že západní křídlo patřilo hraběti a východní patřilo hraběnce. Podle několik let trvajícího výzkumu tomu však mělo být naopak. Podle všeho rozsáhlá knihovna hraběte byla umístěna ve východním křídle zámku. Současně s výzkumy vznikla publikace pod názvem Proměny zámeckého areálu, ta má 582 stran a mezi jejími autory jsou různí historici z několika států.

### Barokní přestavba zámku

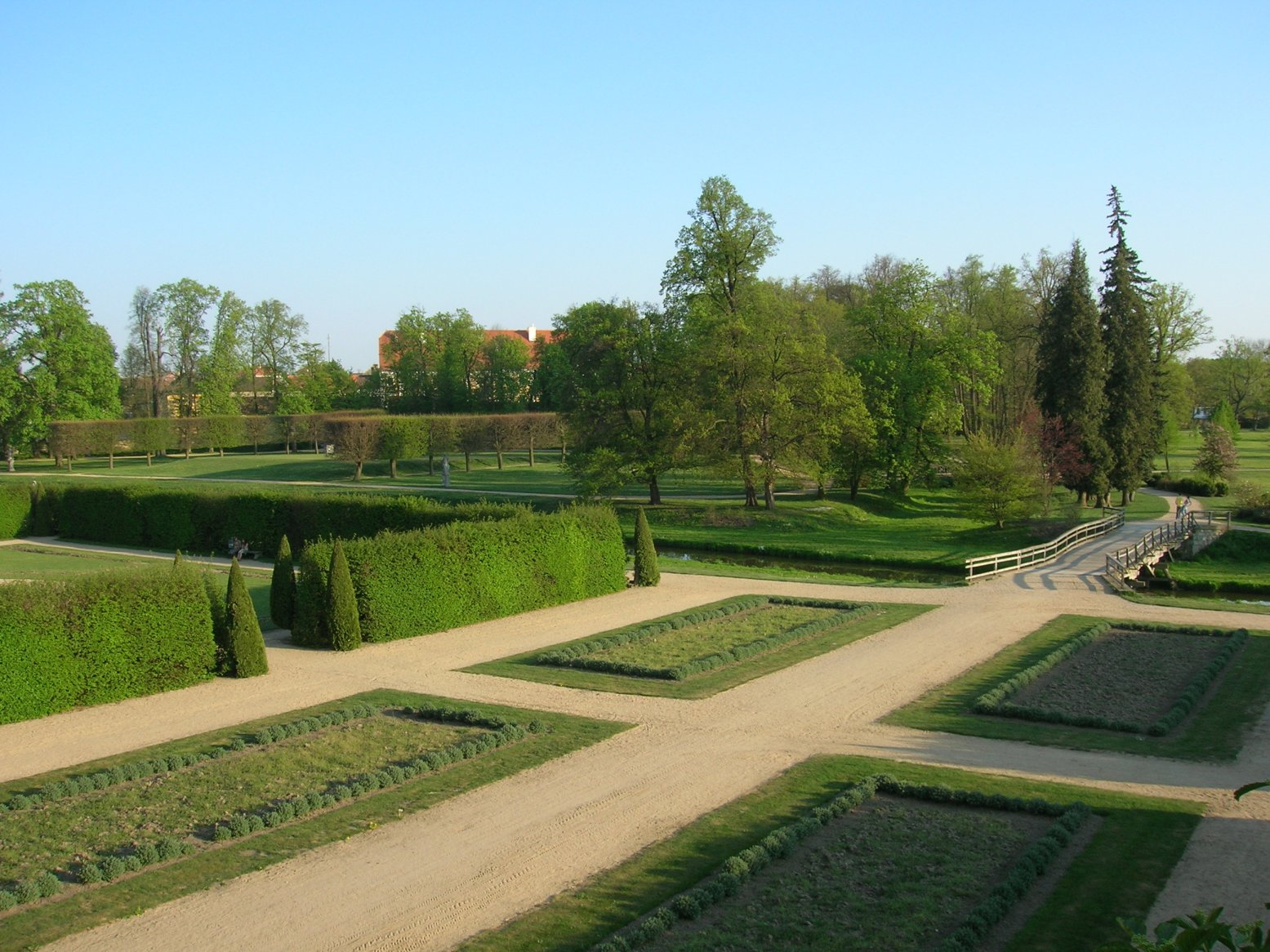
Zámecký park od kostela

Současnou podobu získal zámek až přestavbou, za kterou stál poslední z Questenberků – Jan Adam. Není zcela jasné, kdo byl tvůrcem prvotního návrhu barokní přestavby zámku a kostela. Mohli to být Johann Lukas von Hildebrandt i Jakub Prandtauer. Vedením stavby mohl být pověřen také Tomáš Gravani. Z ideální podoby se podařilo realizovat jen část. I tak je ale zámek pro svou rozlehlost i výzdobu (sál předků, sala terrena, lázně, taneční sál ad.) cennou kulturní památkou.
Součástí projektu barokní přestavby zámku bylo i založení zámecké zahrady na pravém břehu Rokytné. Zámecký park má rozlohu přibližně 9 ha, z toho asi 8 ha právě na pravém břehu. Vody říčky Rokytné byly vzduty, a tím cíleně mohla v parku vzniknout dvě slepá říční ramena vytvářející z části zahrady umělý ostrov. Při úpravě zámku došlo k odrubání skal, takže už nejsou patrné. Zbořen byl též zchátralý komplex fary.

### Fideikomis hrabat Kouniců
Fideikomis Kouniců tvořily velkostatky Nové Zámky s Českou Lípou o 5 436 hektarech a Houska o 1 506 hektarech výměry v Čechách, Slavkov o 3 338 hektarech, Uherský Brod o 6 028 hektarech a Jaroměřice o 3 403 hektarech výměry na Moravě. Smrt Aloise Václava v listopadu 1848 znamenala pro rod ránu. Kníže nezanechal mužské potomky a mezi jeho dcerami, sestrou Marií Terezií (1763–1803), provdanou hraběnkou Bruntálskou z Vrbna, a příbuznými z české větve rodu se rozhořel dlouholetý spor o dědictví.
Jeho nemalou část, fideikomisní panství Jaroměřice nad Rokytnou, získal výnosem c. k. nejvyššího soudního dvora z 28. dubna 1897 Rudolf hrabě z Vrbna a Freudenthalu, vnuk Marie Terezie z Kounic (provdané Bruntálské z Vrbna) a vzdálený synovec Rudolfa hraběte z Bruntálský z Vrbna (1813–1883). Později císař František Josef povolil Rudolfovi Kristiánovi přijmout jméno a erb Kaunitz-Rietberg-Questenbergů, takže dnem 1. března 1898 vznikl rod hrabat „Wrbna-Kaunitz-Rietberg-Questenberg und Freudenthal”. Rudolf Eugen mu pak odkázal panství Holešov.
Rudolf Kristián byl dvakrát ženat, poprvé s hraběnkou Terezií Choryňskou z Ledské (1870–1888), s níž měl dceru Marii Terezii, provdanou za hraběte Radeckého, podruhé s Elvírou, rozenou princeznou bavorskou z královského rodu Wittelsbachů. S ní měl syny Rudolfa (1892–1936) a Alfonse (1896–1976) a dceru Isabelu (1894–1964), provdanou za hraběte Esterházyho.

### Pozemková reforma, zadlužené panství a válečný odprodej jaroměřického majetku
Rudolf Kristián byl obdivovatelem komorní hudby a houslistou, sbíral hudební nástroje a na zámek v Jaroměřicích zval četné známé hudební umělce. Chov anglických plnokrevníků, náročná rekonstrukce zámku po požáru v roce 1910, ale především spor o kounicovské dědictví a luxusní způsob života Rudolfovy manželky ovlivnily rodové finance, do kterých zasáhla pozemková reforma. K vyvlastnění jaroměřických lesů došlo ve II. etapě, jednalo se o 1 874 ha. Konfiskovány byly i dvory Horní Újezd, Štěpánovice, Jakubov a Vicenice.
Zbytkové statky na velkostatku. Vyhláška o podávání přihlášek. Státní pozemkový úřad vyhlašuje, že přidělí do vlastnictví, po případě do pachtu z velkostatku Jaroměřice, patřícího vlastnicky R. Wrbna-Kaunitz v soud. okrese Mor. Budějovice zbytkový statek ze dvora Horní Újezd ve výměře cca 73 ha, Štěpánovice cca 82 ha, Jakubov cca 78 ha, Vicenice cca 48 ha. Tiskopisy (formuláře žádostí za přiděl) lze obdržeti u přídělového komisaře Státního pozemkového úřadu ve Znojmě neb u Státního pozemkového úřadu v Praze za poplatek 3 Kč. Uchazeči, vyhovující předpisům zákona, podejtež řádně vyplněné a ověřené žádosti za příděl, opatřené kolkem za 2 Kč, u přídělového komisaře Státního pozemkového úřadu ve Znojmě ve lhůtě ode dne 29. srpna do dne 6. září 1924, který uděluje též potřebné informace. Žádosti podané před touto lhůtou nutno ve lhůtě opětovati.
Venkov, 29.08.1824, s. 5
V roce 1927 hrabě Rudolf zemřel, zanechal po sobě obrovský dluh, který přesahoval nominální hodnotu celého jaroměřického panství. V závěti nabyté statky rozdělil mezi své dva syny (v té době svobodné). Po smrti Rudolfa spravoval velkostatky Holešov a Jaroměřice centrální ředitel arcibiskupských statků Jan Holub, který vyřizoval pozůstalost a jehož zásluhou byla Holešovu poskytnuta Penzijním fondem úředníků a podúředníků arcibiskupství olomouckého půjčka 1 500 000 Kč. Po tragické smrti hraběte Rudolfa z Vrbna (1892–1936) se dostal i holešovský zámek do složitých poměrů a měl být v roce 1940 prodán zemskému úřadu v Brně pro účely zemské vychovatelny dětí. Rudolfově matce Elvíře hraběnce Bruntálské z Vrbna (1868–1943) zůstal zámek Jaroměřice nad Rokytnou a zbylé části jaroměřického panství. Město Jaroměřice, které se potýkalo s nedostatkem bytů, mělo též na zámku ubytováno část nájemníků, kteří ale dostali už v srpnu 1938 od správce velkostatku výpověď, aby větší část zámku pronajal „k jinému důležitému účelu”. V září 1938 započala baronka Elvíra Wrbna-Kaunitz rozprodávat svoje rozsáhlé nemovitosti, náležející k velkostatku a zámku.
V roce 1943 se Deutsche Reichsbahn začaly potýkat s nedostatkem železničního personálu (hlavně srojvedoucích) a „do budoucna si mělo každé Ředitelství drah svůj dorost železničních úředníků a náhradního železničních zaměstnanců vychovávat ve vlastních internátních učilištích” („Künftig soll jede Reichsbahndirektion ihren Nachwuchs an Beamten und Ersatzkräften in ihrer eigenen Reichsbahnschule ausrichten”), kde by se jim vedle odborných vědomostí dostalo i „výchovy k disciplíně a vojenským pořádkům”. Po smrti Elvíry Bavorské byla na zadlužené panství uvalena nucená správa a roku 1943 koupily zámek německé říšské dráhy, které zde podle daných potřeb zřídily internátní drážní učiliště (Reichsbahnschule). Po válce tak velkostatek přešel na Československé státní dráhy. Na začátku listopadu 1944 byl na jaroměřickém velkostatku zřízen tábor pro etnické Němce z Banátu, který se nacházel už od 19. února 1945 opuštěný.

### Velkostatek v letech 1945–1989
Československé státní dráhy, kterým takto spadl velkostatek doslova do klína, měly se zámkem vlastní plány. Už o prázdninách 1945 se na zámku nacházely na ozdravném pobytu děti Ostravska a Brněnska. ČSD počítaly i nadále využívat zámek pro podnikové rekreační účely.
Jaroměřický zámek navštívili v pátek dne 31. srpna 1945 novináři všech brněnských deníků. Rovněž referent ČTK, tiskový referent ČSD a zástupce Čsl. rozhlasu. Vedeni ředitelem ČSD dr. Sporem z Brna, prohlédli si hosté zámecký park i budovu zámku, která jest urychleně adaptována, aby mohla být použita jako rekreační středisko pro přestárlé železničáře a děti těchto. Bude zde umístěno na 450 až 500 rekreantů. Bude též vyčištěno koryto řeky Rokytné a zřízena plovárna, kterou město dosud postrádá. — V minulých 14 dnech bylo zde zatím umístěno 40 dětí z Ostravska a Brněnska. Děti se zde za těch několik dnů velmi zotavily, z čehož lze soudit; že středisko bude velmi výhodné pro tento účel. Zámku byl přidělen též hospodářský statek „Dvorek“ u Blatnice.
Naše Demokracie, 09.09.1945, s. 2
O konfiskaci majetku „E. Wrbna Kaunicové” podle dekretu č. 108/45 Sb. rozhodla na konci srpna 1946 rada ONV v Moravských Budějovicích. Konfiskát velkostatku Jaroměřice nad Rokytnou připadl pod správu Ministerstvo zemědělství (Národní pozemkový fond). Komise, vytvořená v roce 1945 ze zástupců Ministerstva zemědělství a Ministerstva školství a osvěty, rozhodovala o přidělení památkových objektů jednotlivým institucím. Již počátkem roku 1946 vybrala ze všech kulturně cenných stavebních objektů na zkonfiskovaném zemědělském majetku v Čechách, na Moravě a ve Slezsku 48 hradů a zámků, které měly být ponechány výlučně v majetku státu za účelem zpřístupnění veřejnosti. Z ostatních 477 historických sídel, u kterých se počítalo s předáním dalším veřejnoprávním subjektům nebo sdružením, se rozsáhlý mobiliář umísťoval do tzv. „sběren“ Národní kulturní komise, která byla zřízena též v Jaroměřicích (další se nacházely na zámcích Veltrusy, Hořovice, Kačina, Ječniště, Hrádek u Nechanic, Žleby, Sychrov, Horšovský Týn, Kozel, Litomyšl, Blatná, Kynžvart, Šternberk, Pernštejn, Lysice, Valtice, Bruntál).
Dnem 1. května 1947 byly Národní kulturní komisi ze správy Národního pozemkového fondu při ministerstvu zemědělství dány do správy a kulturního využití vedle dalších také tzv. objekty barokní: Náchod, Libochovice, Mnichovo Hradiště, Klášterec nad Ohří, Bruntál, Jemniště, Jaroměřice nad Rokytnou, Milotice, Krásný Dvůr, Hořovice, Veltrusy, Buchlovice, Slavkov, Vizovice, Dačice, Dobříš, Kozel, Valtice, Lysice. V dubnu roku 1948 převzala Národní kulturní komise z Prahy zámek Jaroměřice n. R. a dojednala nájemní smlouvu pro západní křídlo zámeckého objektu včetně bočního nádvoří a zelinářské zahrady pro město Jaroměřic n. R., které mělo provést adaptační práce pro zajištění výuky hospodyňské školy. Na podzimu roku 1947 se ze zámku vystěhoval poštovní a telegrafní úřad, který se přestěhoval do budovy, adaptované stavitelskou firmou Františka Veškrny.
Polnosti a hospodářské budovy velkostatku zůstaly pod správou Ministerstva zemědělství, které převzaly Československé státní statky. Dnem 1. ledna 1950 byl zřízen Státní statek Jaroměřice nad Rokytnou (s hospodářstvím „Dvorek”), který obdržel též půdu od Správy státních statků v Janově a státního rybářství ve Velkém Meziříčí o celkové výměře 2 046 ha. Tímto přešel pod správu Státního statku také Státní statek v Uherčicích. V roce 1963 byl státní statek změněn na Semenářský státní statek Jaroměřice nad Rokytnou a zařazen do svazku šlechtitelských a semenářských podniků. V roce 1973 byl do semenářského státního statku Jaroměřice začleněn Semenářský státní statek Třebíč.
Úpravy interiérové instalace zámku v Jaroměřicích nad Rokytnou se nesly v duchu tehdejší státní ideologie, na jejíž popud byly z interiérů záměrně odstraňovány některé předměty, které přímo upomínaly na původní šlechtické majitele nebo na tehdejší panovnický rod. Prohlídková trasa se stylizovala spíše do muzejního pojetí prezentace exponátů, které preferovalo vytváření slohových celků ze stylově příbuzného nábytku různých proveniencí s důrazem na slohovou čistotu uměle vytvořeného prostoru, někdy s pouhým náznakem původní funkce konkrétní místnosti. Záměrem bylo vytvořit učebnicové příklady vývoje historických slohů. Právě v interiérech tohoto typu se hojně svozy uplatňovaly. Zbytek inventáře se uložil do skladů k ostatním svozům a také k původnímu kmenovému mobiliáři zámku Jaroměřice nad Rokytnou, který byl částečně, z výše uvedených důvodů, z původního interiéru odsunut do depozitáře.
Mobiliární fondy státních hradů a zámků, Markéta Dušková

## Zámek po roce 1989
| Rok  | Počet návštěvníků |
| ---- | ----------------- |
| 2015 | 36 129            |
| 2016 | 34 545            |
| 2017 | 38 328            |

V roce 2017 na zámku natáčela reportáž ruská TV Samara, byla pozvána kanceláří kraje Vysočina Vysočina Tourism ve spolupráci s CzechTourism. Byla natočena prohlídka hlavní prohlídkové trasy, kde štáb provedla manželka kastelána. Ruští turisté mají rádi baroko a v rámci Roku baroka natočila TV Samara reportáž z barokního zámku. V říjnu téhož roku do zámku dorazí další ruský televizní štáb, který natočí patnáctiminutovou reportáž ze zámku a z dalších zámků v Česku.
V roce 2019 vznikl záměr pro obnovu dvou mostů v zámeckém parku, jednoho dřevěného (lávka o délce 12,5 metru), druhého ocelového o délce 24 metrů. V červnu téhož roku pak byly zbudovány dva piloty, které jsou betonové a obložené kamenem. Dřevěný most je budován jako ocelový obložený dřevem, důvodem je moderní postup stavby a vyšší nosnost. Ocelový most je budován jako tankový, po kterém do parku má vjíždět těžká mechanizace. V roce 2020 budou nové lávky natřeny a zpřístupněny návštěvníkům. Připravuje se také odbahnění řeky Rokytné v zámeckém parku. Řeka Rokytná v parku byla upravena jako umělý rybník, v kterém se měl zrcadlit odraz zámku, to ale nyní nefunguje a po odbahnění by to opět mělo být možné.
V září roku 2020 byla na budovu zámku vrácena lucerna zámecké kupole.

### Hudba na jaroměřickém zámku

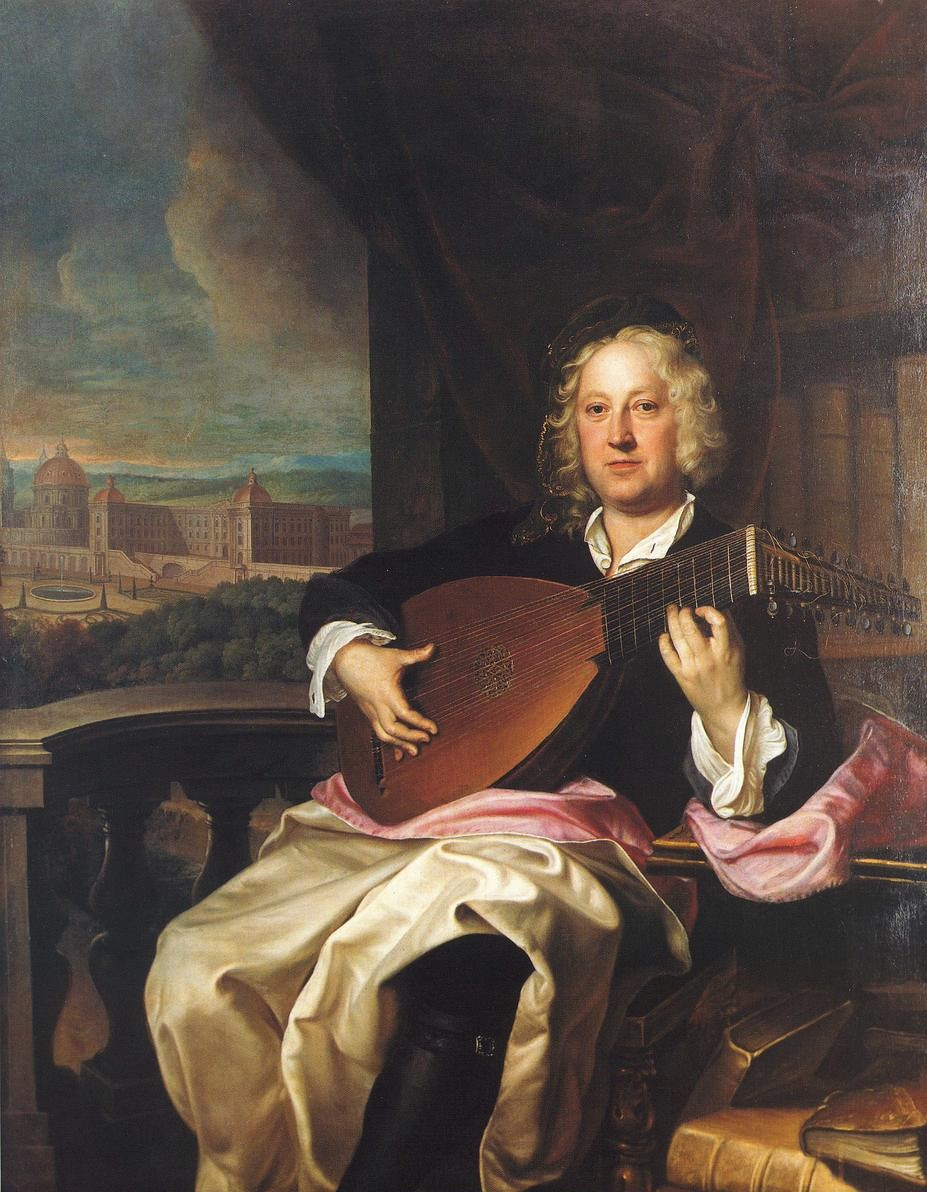
Portrét Jana Adama Questenburka s loutnou. Malba Jana Kupeckého (asi 1720)

Zámek je spjat s hudební produkcí a představeními barokní opery v italštině, němčině i češtině, které podporoval Jan Adam. V této době působilo na panství mnoho významných hudebníků, jako František Antonín Míča. Ten zde zkomponoval a provedl svou operu L'origine di Jaromeritz in Moravia, která byla záhy provedena také v českém překladu pod názvem O původu Jaroměřic, jde tak o vůbec první známou operu, která byla provedena česky.
V současnosti je zámek využíván ke konání koncertů a různých kulturních akcí. Jednou z nejvýznamnějších je Mezinárodní hudební festival Petra Dvorského.

## Zámek ve filmu
Zámek je také oblíben mezi filmaři, vznikly zde snímky a filmy jako:[zdroj?]
- Nehynoucí láska (1994, režie: Bernard Rose)
- Červený bedrník (1999, režie: Patrick Lau, Graham Teakston, Simon Langdon, Edward Bennett)
- Andělská tvář (2001, režie: Zdeněk Troška)
- Poklad hraběte Chamaré (1984, režie: Zdeněk Troška)
- České století (2013, režie: Robert Sedláček)
- Marie Terezie (2017, režie: Robert Dornhelm)

Česká televize zde natáčela snímky: O poklad Anežky České (2000, moderuje: Marek Eben), Toulavá kamera.

### Výstavy
V roce 2016 byla na zámku otevřena výstava automobilů a motocyklů, vystaveny jsou i řidičské průkazy místní šlechty a fotografie šlechty s vozidly. V dubnu 2017 byla otevřena výstava o lese a o lovu. V dubnu roku 2019 byla otevřena výstava pod názvem Od pole válečného po objetí múz, ta ukazuje život na zámku za rodu Questenberků, je vystaveno mnoho předmětů připomínající právě rod Questenberků.
Zámecký park je volně přístupný veřejnosti. V roce 2020 se v parku přemnožily nutrie.